# Francesco Camusso
Francesco Camusso (nacido el 8 de marzo de 1908 en Cumiana, provincia de Turín - fallecido el 23 de junio de 1995) fue un ciclista italiano, profesional entre 1931 y 1938.
Camusso era un especialista en las etapas de montaña. El mayor éxito de su carrera fue la victoria en la clasificación general del Giro de Italia 1931. Otros resultados importantes incluyen la segunda posición en el Giro de Italia 1934, el tercer puesto logrado en el Tour de Francia 1932 y la cuarta plaza en la general del Tour de Francia 1937.
Asimismo, Camusso cosechó triunfos de etapa en distintas competiciones de alto nivel, desde la Vuelta a Suiza y la París-Niza hasta el Giro o el Tour. Dada su naturaleza de escalador, no brilló en demasía en competiciones de un día, a pesar de lo cual fue segundo en los Tres Valles Varesinos de 1931 y 3.º en la Milán-San Remo de 1934.

## Palmarés
1931
- Vencedor del Giro de Italia , más una etapa

1932
- Etapa del Tour de Francia

1933
- Etapa de la París-Niza

1934
- Etapa del Giro de Italia
- Etapa de la Vuelta a Suiza

1935
- Etapa del Tour de Francia

1937
- Etapa del Tour de Francia

## Resultados en las grandes vueltas
| Carrera         | 1929 | 1930 | 1931 | 1932 | 1933 | 1934 | 1935 | 1936 | 1937 | 1938 |
| --------------- | ---- | ---- | ---- | ---- | ---- | ---- | ---- | ---- | ---- | ---- |
| Giro de Italia  | -    | Ab.  | 1º   | Ab.  | Ab.  | 2º   | Ab.  | 36º  | Ab.  | Ab.  |
| Tour de Francia | -    | -    | Ab.  | 3º   | Ab.  | -    | Ab.  | -    | 4º   | -    |
| Vuelta a España | X    | X    | X    | X    | X    | X    | -    | -    | X    | X    |